# Championnat de Tunisie
Um den Championnat de Tunisie (deutsch: Tunesische Meisterschaft) spielen die 16 Vereine der höchsten Fußball-Spielklasse Tunesiens, die derzeit Ligue Professionelle 1 heißt.
Eine frühere Bezeichnung der höchsten Spielklasse war Nationale A. Geleitet wird die Liga vom tunesischen Fußballverband (FTF). Es gibt insgesamt 30 Spieltage (Hin- und Rückspiele).

## Geschichte
Der Anfänge des Fußballs in Tunesien waren stark vom französischen geprägt. Die ersten Meisterschaftsturniere fanden praktisch ohne einheimischen tunesischen Spieler statt.
1907 wurde die erste Meisterschaft in Form eines Turniers ausgespielt. Drei Vereine (Racing Club de Tunis, Football Club de Bizerte und Sporting de Ferry-Ville) sowie zwei Schulmannschaften (Vom Lycée Carnot und vom Collège Sadiki) nahmen daran teil. Unter Obhut des französischen Sportverbands Union des sociétés françaises de sports athlétiques (USFSA) wurde ab 1910 regelmäßig Meisterschaftsturniere ausgetragen.
Zwei Jahre nach der Gründung des französischen Fußballverbands Fédération Française de Football (FFF), wurde im Jahr 1921 ein tunesischer Fußballverband, den Ligue de Tunisie de Football Association (LTFA) geschaffen. Dieser Verband organisierte fortan die tunesische Meisterschaft, an der nun mehr einheimische Mannschaften teilnahmen. Zu dieser Zeit sind viele der populärsten Mannschaften gegründet: Espérance Tunis (1919), Club Africain und Sfax Railways Sports (1920), Étoile Sportive du Sahel (1925), Club Athlétique Bizertin und Club Sportif Sfaxien (1928).
Mit der Unabhängigkeit Tunesiens, wurde der aktuelle unabhängige tunesische Fußballverband (FTF) gegründet. Der FTF löste ein Jahr später (1957) den LTFA als Organisator der tunesischen Meisterschaft.
2019 leitete Dorsaf Ganouati als erste weibliche Schiedsrichterin ein Spiel in der ersten tunesischen Liga.

## Meisterschaft vor der Unabhängigkeit Tunesiens

### USFSA
| - 1909–10 : Racing Club Tunis - 1910–11 : Racing Club Tunis - 1911–12 : Sporting de Ferryville - 1912–13 : Sporting de Ferryville | - 1913–14 : Racing Club Tunis - 1919–20 : Racing Club Tunis - 1920–21 : Racing Club Tunis |  |

### LTFA
| - 1921–22 : Racing Club Tunis - 1922–23 : Stade gaulois Tunis - 1923–24 : Stade gaulois Tunis - 1924–25 : Racing Club Tunis - 1925–26 : Sporting Club Tunis - 1926–27 : Stade gaulois Tunis - 1927–28 : Sporting Club Tunis - 1928–29 : Avant-garde de Tunis - 1929–30 : Union Sportive Tunisienne | - 1930–31 : Union Sportive Tunisienne - 1931–32 : Italia de Tunis - 1932–33 : Union Sportive Tunisienne - 1933–34 : Sfax Railways Sports - 1934–35 : Italia de Tunis - 1935–36 : Italia de Tunis - 1936–37 : Italia de Tunis - 1937–38 : Savoia de La Goulette - 1938–39 : Club sportif gabésien | - 1939–40 : nicht ausgetragen - 1940–41 : nicht ausgetragen - 1941–42 : Espérance Tunis - 1942–43 : nicht ausgetragen - 1943–44 : nicht ausgetragen - 1944–45 : Club Athlétique Bizertin - 1945–46 : Club Athlétique Bizertin - 1946–47 : Club Africain - 1947–48 : Club Africain | - 1948–49 : Club Athlétique Bizertin - 1949–50 : Étoile Sportive du Sahel - 1950–51 : CS Hammam-Lif - 1951–52 : nicht ausgetragen - 1952–53 : Sfax Railways Sports - 1953–54 : CS Hammam-Lif - 1954–55 : CS Hammam-Lif - 1955–56 : CS Hammam-Lif - 1956–57 : Stade Tunisien |

## Meisterschaften nach der tunesischen Unabhängigkeit (1956)

### FTF
- 1957/58: Étoile Sportive du Sahel
- 1958/59: Espérance Tunis
- 1959/60: Espérance Tunis
- 1960/61: Stade Tunisien
- 1961/62: Stade Tunisien
- 1962/63: Étoile Sportive du Sahel
- 1963/64: Club Africain Tunis
- 1964/65: Stade Tunisien
- 1965/66: Étoile Sportive du Sahel
- 1966/67: Club Africain Tunis
- 1967/68: Sfax Railways Sports
- 1968/69: Club Sportif Sfaxien
- 1969/70: Espérance Tunis
- 1970/71: Club Sportif Sfaxien
- 1971/72: Étoile Sportive du Sahel
- 1972/73: Club Africain Tunis
- 1973/74: Club Africain Tunis
- 1974/75: Espérance Tunis
- 1975/76: Espérance Tunis
- 1976/77: Jeunesse Sportive Kairouanaise
- 1977/78: Club Sportif Sfaxien
- 1978/79: Club Africain Tunis
- 1979/80: Club Africain Tunis
- 1980/81: Club Sportif Sfaxien
- 1981/82: Espérance Tunis
- 1982/83: Club Sportif Sfaxien
- 1983/84: Club Athlétique Bizertin
- 1984/85: Espérance Tunis
- 1985/86: Étoile Sportive du Sahel
- 1986/87: Étoile Sportive du Sahel
- 1987/88: Espérance Tunis
- 1988/89: Espérance Tunis
- 1989/90: Club Africain Tunis
- 1990/91: Espérance Tunis
- 1991/92: Club Africain Tunis
- 1992/93: Espérance Tunis
- 1993/94: Espérance Tunis
- 1994/95: Club Sportif Sfaxien
- 1995/96: Club Africain Tunis
- 1996/97: Étoile Sportive du Sahel
- 1997/98: Espérance Tunis
- 1998/99: Espérance Tunis
- 1999/00: Espérance Tunis
- 2000/01: Espérance Tunis
- 2001/02: Espérance Tunis
- 2002/03: Espérance Tunis
- 2003/04: Espérance Tunis
- 2004/05: Club Sportif Sfaxien
- 2005/06: Espérance Tunis
- 2006/07: Étoile Sportive du Sahel
- 2007/08: Club Africain Tunis
- 2008/09: Espérance Tunis
- 2009/10: Espérance Tunis
- 2010/11: Espérance Tunis
- 2011/12: Espérance Tunis
- 2012/13: Club Sportif Sfaxien
- 2013/14: Espérance Tunis
- 2014/15: Club Africain
- 2015/16: Étoile Sportive du Sahel
- 2016/17: Espérance Tunis
- 2017/18: Espérance Tunis
- 2018/19: Espérance Tunis
- 2019/20: Espérance Tunis
- 2020/21: Espérance Tunis
- 2021/22: Espérance Tunis
- 2022/23: Étoile Sportive du Sahel
- 2023/24: Espérance Tunis
- 2024/25: Espérance Tunis

## Meistertitel nach Verein
| Club                           | Stadt       | Titel | Saison |
| ------------------------------ | ----------- | ----- | --- |
| Espérance Tunis                | Tunis       | 34    | 1942, 1959, 1960, 1970, 1975, 1976, 1982, 1985, 1988, 1989, 1991, 1993, 1994, 1998, 1999, 2000, 2001, 2002, 2003, 2004, 2006, 2009, 2010, 2011, 2012, 2014, 2017, 2018, 2019, 2020, 2021, 2022, 2024, 2025 |
| Club Africain                  | Tunis       | 13    | 1947, 1948, 1964, 1967, 1973, 1974, 1979, 1980, 1990, 1992, 1996, 2008, 2015 |
| Étoile Sportive du Sahel       | Sousse      | 11    | 1950, 1958, 1963, 1966, 1972, 1986, 1987, 1997, 2007, 2016, 2023 |
| Club Sportif Sfaxien           | Sfax        | 8     | 1969, 1971, 1978, 1981, 1983, 1995, 2005, 2013 |
| Club Athlétique Bizertin       | Bizerte     | 4     | 1945, 1946, 1949, 1984 |
| Stade Tunisien                 | Tunis       | 4     | 1957, 1961, 1962, 1965 |
| CS Hammam-Lif                  | Hammam Lif  | 4     | 1951, 1954, 1955, 1956 |
| Sfax Railways Sports           | Sfax        | 3     | 1934, 1953, 1968 |
| Italia Tunis                   | Tunis       | 3     | 1935, 1936, 1937 |
| Union Sportive Tunisienne      | Tunis       | 3     | 1930, 1931, 1933 |
| Stade Gaulois                  | Tunis       | 3     | 1923, 1924, 1927 |
| Sporting Club                  | Tunis       | 2     | 1926, 1928 |
| Racing Club                    | Tunis       | 2     | 1922, 1925 |
| Jeunesse Sportive Kairouanaise | Kairouan    | 1     | 1977 |
| Club Sportif Gabésien          | Gabès       | 1     | 1939 |
| Savoia de La Goulette          | La Goulette | 1     | 1938 |
| Avant garde                    | Tunis       | 1     | 1929 |

## Torschützenkönige seit 1990
Rekordtorschütze ist Ezzedine Chakroun, der für Sfax Railways Sports 116 Toren (in 262 Spiele) erzielte.
Bester Torschütze innerhalb einer Saison ist Abdelmajid Tlemçani, der 1958/59 für Espérance Tunis 32 Tore erzielte. Sein Sohn Zied Tlemçani wurde 1997/98 selbst Torschützenkönig, ihm reichten aber mit 15 erzielten Toren weniger als die Hälfte zum Titel.
| Saison    | Spieler                      | Tore |
| --------- | ---------------------------- | ---- |
| 1989/90   | Faouzi Rouissi               | 18   |
| 1990/91   | Othman Chehaibi              | 15   |
| 1991/92   | Amor Ben Tahar               | 14   |
| 1991/92   | Hechmi Sassi                 | 14   |
| 1992/93   | Abdelkader Belhassen         | 18   |
| 1992/93   | Kenneth Malitoli             | 18   |
| 1993/94   | Kenneth Malitoli             | 14   |
| 1994/95   | Belhassen Aloui              | 18   |
| 1995/96   | Sami Touati                  | 17   |
| 1996/97   | Sami Laaroussi               | 14   |
| 1997/98   | Abdelkader Belhassen         | 15   |
| 1997/98   | Zied Tlemçani                | 15   |
| 1998/99   | Francileudo Silva dos Santos | 14   |
| 1999/2000 | Ali Zitouni                  | 19   |
| 2000/01   | Oussama Sellami              | 12   |
| 2001/02   | Hadda Abdeljalil             | 8    |
| 2002/03   | Mohamed Selliti              | 12   |
| 2003/04   | Haykel Gmamdia               | 10   |
| 2004/05   | Haykel Gmamdia               | 12   |

| Saison  | Spieler               | Tore |
| ------- | --------------------- | ---- |
| 2005/06 | Amin Ltaïef           | 16   |
| 2006/07 | Tarak Ziadi           | 16   |
| 2007/08 | Wissem Ben Yahia      | 13   |
| 2008/09 | Michael Eneramo       | 18   |
| 2009/10 | Michael Eneramo       | 12   |
| 2010/11 | Ahmed Akaïchi         | 14   |
| 2011/12 | Youssef Msakni        | 17   |
| 2012/13 | Abdelmoumene Djabou   | 8    |
| 2012/13 | Haythem Jouini        | 8    |
| 2013/14 | Baghdad Bounedjah     | 14   |
| 2014/15 | Saber Khelifa         | 15   |
| 2015/16 | Ali Maaloul           | 16   |
| 2016/17 | Taha Yassine Khenissi | 14   |
| 2017/18 | Saber Khelifa         | 9    |
| 2017/18 | Alaeddine Marzouki    | 9    |
| 2017/18 | Zied Ounelli          | 9    |
| 2017/18 | Lassaad Jaziri        | 9    |
| 2018/19 | Taha Yassine Khenissi | 10   |
| 2019/20 | Anthony Okpotu        | 13   |